# Papierowy samolot

Diagram składania samolotu z papieru

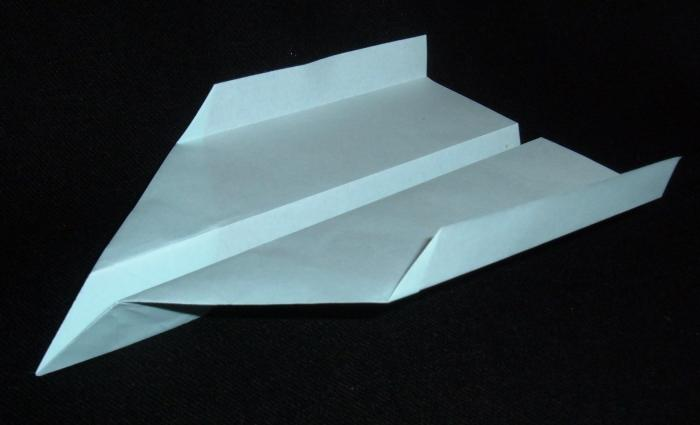

Papierowy samolot – mały statek powietrzny wykonany z papieru, czasem nazywany aerogami od japońskiego origami (po japońsku nazywany kamihikōki (紙飛行機)). Papierowe samoloty są popularne z tego względu, że jest to jedno z najłatwiejszych origami. Najprostszy samolot wymaga 6 kroków do "poprawnego" wykonania.